# TV total Stock Car Crash Challenge
Die TV total Stock Car Crash Challenge (kurz SCCC) war eine von 2005 bis 2015 jährlich ausgetragene Stockcar-Rennveranstaltung.

## Hintergrund
Bei einem am 30. September 2002 ausgestrahlten Beitrag für die Rubrik Raab in Gefahr seiner Sendung TV total lernte der Moderator Stefan Raab das Stockcar-Rennen kennen und kreierte daraus einen eigenen Wettbewerb.
Der Wettbewerb fand seit 2005 stets in der Veltins-Arena in Gelsenkirchen statt. Lediglich im Jahr 2008 wurde in die LTU Arena in Düsseldorf ausgewichen.
Während der Show am 10. Oktober 2015 gab ProSieben auf X (damals Twitter) bekannt, dass es aufgrund von Raabs damaligen Rückzug aus dem Fernsehen keine weiteren Sendungen geben werde.

## Regeln
Bei der Stock Car Crash Challenge gab es drei Wettbewerbe in den Klassen 1500, 1900 und 3000 cm³. Zusätzlich fand zum Abschluss des Events ein Rodeo-Rennen statt, das so lange dauerte, bis nur noch Autos aus dem gleichen Team fahrtüchtig waren. Seit 2011 wurde zudem der Caravan Crash Cup ausgetragen, bei dem die Fahrer mit einem Wohnwagenanhänger starteten und in einer vorgegebenen Zeit die meisten Runden fahren mussten, ohne den Wohnwagen zu verlieren.

### Teams
Es traten insgesamt zehn Teams gegeneinander an. Darunter war je ein Team von TV total und aus der ProSieben-Gruppe (außer 2006), die anderen Teams wurden von verschiedenen Unternehmen gesponsert. Für jedes Team traten je drei prominente Fahrer an, jeweils einer in jeder Motorklasse. Die Motorklassen waren 1500 cm³, 1900 cm³ und 3000 cm³.

### Qualifying
Das Qualifying fand am Vorabend der Stock Car Crash Challenge zwischen 22:00 und 23:00 Uhr statt. Von jedem Team trat ein Fahrer an. Die Fahrer fuhren nacheinander nach einer Einführungsrunde mit fliegendem Start fünf Runden (2005 bis 2007 nur 3 Runden) über die Strecke, es zählte die jeweils schnellste Rundenzeit. Die Startplätze wurden aufsteigend nach Rundenzeit vergeben (d. h. das Team des Fahrers mit der schnellsten Rundenzeit erhielt den ersten Startplatz). Aus produktionstechnischen Gründen fand im Jahr 2014 und 2015 kein Qualifying statt.

### Erster Lauf
Zunächst wurde in jeder Motorklasse der erste Lauf durchgeführt. Hierbei ging es um Schnelligkeit bzw. die größte Rundenzahl. Der Fahrer mit der schnellsten Rundenzeit aus dem Qualifying startete vom ersten Startplatz. Für jede gefahrene Runde erhielt der Fahrer zehn (bis 2010 fünf) Punkte auf sein persönliches Konto sowie seit 2011 für die Teamwertung. Wenn ein Fahrer zehn Runden (bis 2010 zwanzig Runden) vollendet hatte, konnten keine Punkte mehr geholt werden. Die anderen Teilnehmer fuhren ihre aktuelle Runde jedoch noch schnellstmöglich zu Ende, um bei Punktgleichstand über die Zeit ein Kriterium für die Platzierung zu bieten.
Die Platzierung des ersten Laufes ergab sich aus der Punktzahl, bei Gleichstand (gleiche Rundenzahl) entschied die Zeit (Überquerung der Start-/Ziellinie).

### Zweiter Lauf
Auch der zweite Lauf fand getrennt nach Motorklassen statt. Hierbei ging es vor allem darum, andere Fahrzeuge zu drehen oder zum Überschlag zu bekommen. Der Fahrer mit der größten Punktzahl aus dem ersten Lauf startete als Letzter, um die anderen Fahrzeuge direkt vor sich zu haben.
Der zweite Lauf dauerte zehn Minuten, wobei bei Behinderungen auf der Strecke die Zeit angehalten wurde. Pro gefahrener Runde erhielt der Fahrer fünf Punkte auf sein Konto. Drehte ein Fahrer das Auto eines Gegners um mindestens 90°, erhielt er 25 Punkte. Wenn ein Fahrer es schaffte, einen Gegner auf das Dach zu drehen, erhielt er 50 Punkte. Der Sieger in den einzelnen Motorklassen wurde anhand der Punktzahl ermittelt, wobei die Punkte aus dem ersten Lauf mitzählten.
Der Sieger gewann einen goldenen Auspuff.

### Caravan Crash Cup
Der Caravan Crash Cup fand 2011 zum ersten Mal statt. Dabei fuhren die Fahrer mit angehängten Wohnwagen. Es traten Stefan Raab für das Team von TV total sowie je ein Fahrer aus den besten drei der übrigen Teams der Teamwertung an.
Als Zugfahrzeuge wurden nicht die Autos aus den anderen Rennen benutzt, da diese zu diesem Zeitpunkt schon beschädigt sein könnten. Die vier Teilnehmer wurden mit gleichmäßigem Abstand auf der Strecke verteilt. Für jede volle Runde, die ein Fahrer mit Wohnwagen fuhr, erhielt er einen Punkt. Es wurde zehn Minuten gefahren, auch hier wurde die Uhr bei Behinderungen angehalten. Um Punkte zu sammeln, musste mindestens der Unterboden mit Deichsel noch am Fahrzeug hängen, egal ob an der Anhängerkupplung oder am Sicherungsseil. Ein Fahrer, der keinen Anhänger mehr hatte, konnte lediglich noch versuchen die Gegner am Vollenden von Runden zu hindern. Der Sieger erhielt als Belohnung ein niederländisches Nummernschild.

### Rodeo
Das Rodeo war das Mannschaftsrennen bei der TV total Stock Car Crash Challenge. Beim Rodeo traten alle Fahrzeuge aus den anderen Rennen an, die noch fahrtüchtig waren. Hierbei ging es lediglich darum, andere Fahrzeuge zu beschädigen. Stand ein Fahrzeug für mehr als 30 Sekunden oder konnte es nicht mehr aus eigener Kraft weiterfahren (z. B. Motordefekt, in der Luft hängende Antriebsräder oder auf die Seite/das Dach gedreht), schied es mit seinem Fahrer aus. Zu passiv fahrende Fahrer wurden von der Rennleitung disqualifiziert. Von Zeit zu Zeit oder wenn die Strecke zu stark blockiert war, wurde das Rennen unterbrochen, um ausgeschiedene Autos von der Strecke zu entfernen.
Es gewann das Team, das als letztes noch ein oder mehrere fahrende Autos auf der Strecke hatte. Dabei fuhren die Fahrzeuge teilweise sogar mit extremsten Beschädigungen weiter. So waren 2011 zuletzt noch drei Teilnehmer im Rennen: Manfred Ludolf fuhr mit stark dampfendem Motor, Joey Kelly hatte nur noch auf einer Felge einen Reifen und Martin Tomczyk fuhr ohne rechtes Vorderrad.
Waren zum Ende des Rodeos nur zwei Teams mit je einem Auto vertreten, konnte die Rennleitung ein Sudden Death zur Entscheidungsfindung anberaumen. Dabei fuhren die beiden verbliebenen Autos frontal aufeinander zu, bis ein Auto fahruntauglich war und ausschied. Fielen hierbei beide Autos gleichzeitig aus, kam es zu einem Unentschieden und damit zu zwei Siegern, so zum ersten Mal geschehen 2012 zwischen Adrian Sutil und Timo Scheider.

## Moderation
Moderiert wurde die Sendung von Oliver Welke (2005–2009), Matthias Opdenhövel (2010, vorher regelmäßiger Teilnehmer) und von 2011 bis 2015 von Steven Gätjen (war zuvor auch Teilnehmer).
Die Co-Moderation übernahm Sonya Kraus (2005–2008, 2010–2011) beziehungsweise Charlotte Würdig (2009, 2012 bis 2014) und Sophia Thomalla (2015).
Ron Ringguth war seit der ersten Ausgabe Kommentator des Events.

## Austragungen
| Austragung | Datum         | Veranstaltungsort            | Moderation          | Co-Moderation    | Kommentator  |
| ---------- | ------------- | ---------------------------- | ------------------- | ---------------- | ------------ |
| 01         | 25. Juni 2005 | Veltins-Arena, Gelsenkirchen | Oliver Welke        | Sonya Kraus      | Ron Ringguth |
| 02         | 7. Okt. 2006  | Veltins-Arena, Gelsenkirchen | Oliver Welke        | Sonya Kraus      | Ron Ringguth |
| 03         | 20. Okt. 2007 | Veltins-Arena, Gelsenkirchen | Oliver Welke        | Sonya Kraus      | Ron Ringguth |
| 04         | 29. Nov. 2008 | LTU arena, Düsseldorf        | Oliver Welke        | Sonya Kraus      | Ron Ringguth |
| 05         | 10. Okt. 2009 | Veltins-Arena, Gelsenkirchen | Oliver Welke        | Charlotte Würdig | Ron Ringguth |
| 06         | 9. Okt. 2010  | Veltins-Arena, Gelsenkirchen | Matthias Opdenhövel | Sonya Kraus      | Ron Ringguth |
| 07         | 8. Okt. 2011  | Veltins-Arena, Gelsenkirchen | Steven Gätjen       | Sonya Kraus      | Ron Ringguth |
| 08         | 13. Okt. 2012 | Veltins-Arena, Gelsenkirchen | Steven Gätjen       | Charlotte Würdig | Ron Ringguth |
| 09         | 12. Okt. 2013 | Veltins-Arena, Gelsenkirchen | Steven Gätjen       | Charlotte Würdig | Ron Ringguth |
| 10         | 8. Nov. 2014  | Veltins-Arena, Gelsenkirchen | Steven Gätjen       | Charlotte Würdig | Ron Ringguth |
| 11         | 10. Okt. 2015 | Veltins-Arena, Gelsenkirchen | Steven Gätjen       | Sophia Thomalla  | Ron Ringguth |

## Wettbewerbe

### 1500-cm³-Klasse
| Jahr | Gold                   | Silber           | Bronze                 |
| ---- | ---------------------- | ---------------- | ---------------------- |
| 2005 | Jan Stecker            | Uwe Scherr       | Rötger Feldmann        |
| 2006 | Axel Stein             | Uwe Scherr       | Kai Böcking            |
| 2007 | Rötger Feldmann        | Axel Stein       | Alexander Hold         |
| 2008 | Axel Stein             | Max Mutzke       | Daniel Aminati         |
| 2009 | Axel Stein             | Oliver Petszokat | Manfred Ludolf         |
| 2010 | Lucy Diakovska         | Rötger Feldmann  | Axel Stein             |
| 2011 | Axel Stein             | Max Mutzke       | Manfred Ludolf         |
| 2012 | Jimi Blue Ochsenknecht | Charlotte Roche  | Lucy Diakovska         |
| 2013 | Axel Stein             | Charlotte Roche  | Jimi Blue Ochsenknecht |
| 2014 | Manfred Ludolf         | Axel Stein       | Charlotte Roche        |
| 2015 | Charlotte Roche        | Axel Stein       | Lucy Diakovska         |

### 1900-cm³-Klasse
| Jahr | Gold                | Silber                           | Bronze              |
| ---- | ------------------- | -------------------------------- | ------------------- |
| 2005 | Ben                 | Matthias Opdenhövel              | Norbert Dickel      |
| 2006 | Christian Clerici   | Norbert Dobeleit                 | Smudo               |
| 2007 | Matthias Opdenhövel | Kai Böcking                      | Daniel Aminati      |
| 2008 | Timo Scheider       | Matthias Opdenhövel              | Ben                 |
| 2009 | Adrian Sutil        | Uwe Ludolf                       | Pierre Geisensetter |
| 2010 | Timo Scheider       | Simon Gosejohann                 | Steffen Henssler    |
| 2011 | Steffen Henssler    | Alexander Klaws                  | Peter Lohmeyer      |
| 2012 | Adrian Sutil        | Peter Lohmeyer                   | Steffen Henssler    |
| 2013 | Steffen Henssler    | Timo Glock                       | Harro Füllgrabe     |
| 2014 | Harro Füllgrabe     | Giovanni Zarrella                | Jean Pierre Kraemer |
| 2015 | Manfred Ludolf      | Harro Füllgrabe Steffen Henssler |                     |

### 3000-cm³-Klasse
| Jahr | Gold              | Silber            | Bronze            |
| ---- | ----------------- | ----------------- | ----------------- |
| 2005 | Stefan Raab       | Ralf Möller       | Oliver Pocher     |
| 2006 | Stefan Raab       | Christina Surer   | Tobias Regner     |
| 2007 | Christian Clerici | Andreas Müller    | Jürgen Milski     |
| 2008 | Christian Clerici | Jürgen Milski     | Stefan Raab       |
| 2009 | Christian Clerici | Joey Kelly        | Elton             |
| 2010 | Jürgen Milski     | Stefan Raab       | Joey Kelly        |
| 2011 | Joey Kelly        | Jürgen Milski     | Giovanni Zarrella |
| 2012 | Joey Kelly        | Timo Scheider     | Thore Schölermann |
| 2013 | Joey Kelly        | Christian Clerici | Timo Scheider     |
| 2014 | Stefan Raab       | Christian Clerici | Jürgen Milski     |
| 2015 | Christian Clerici | Timo Scheider     | Joey Kelly        |

### Rodeo-Rennen
| Jahr    | Sieger                     | weitere Teammitglieder                |
| ------- | -------------------------- | ------------------------------------- |
| 2005    | Mathias Lauda              | Martin Schmitt, Oliver Pocher         |
| 2006    | Joey Kelly                 | Kai Böcking, René Hiepen              |
| 2007    | Christian Clerici          | Alexander Hold, Alexander Mazza       |
| 2008    | Martin Tomczyk             | Simon Gosejohann, Pierre Geisensetter |
| 2009    | Björn Dunkerbeck           | Klaas Heufer-Umlauf, Tim Mälzer       |
| 2010    | Stefan Raab, Timo Scheider | Axel Stein                            |
| 2011    | Joey Kelly, Manfred Ludolf | Peter Lohmeyer                        |
| 12012 1 | Adrian Sutil               | Charlotte Roche, Stefan Raab          |
| 12012 1 | Timo Scheider              | Lina van de Mars, Simon Gosejohann    |
| 2013    | Charlotte Roche            | Stefan Raab, Timo Glock               |
| 2014    | Thore Schölermann, Dner    | Funda Vanroy                          |
| 2015    | Timo Scheider              | Jeannine Michaelsen, Paul Janke       |

### Caravan Crash Cup
| Jahr | Gold          | Silber            | Bronze            | 4. Teilnehmer     |
| ---- | ------------- | ----------------- | ----------------- | ----------------- |
| 2011 | Jürgen Milski | Christian Abt     | Stefan Raab       | Joey Kelly        |
| 2012 | Stefan Raab   | Uwe Ludolf        | Giovanni Zarrella | Jürgen Milski     |
| 2013 | Joey Kelly    | Stefan Raab       | Christian Clerici | Thore Schölermann |
| 2014 | Joey Kelly    | Christian Clerici | Stefan Raab       | Jürgen Milski     |
| 2015 | Joey Kelly    | Christian Clerici | Stefan Raab       | Dner              |

## Medaillengewinner
| Platz | Name                   | Land        | erste Medaille | letzte Medaille | Gold 2 | Silber 2 | Bronze 2 | 1Rodeo-Gold 3 | Gesamt |
| ----- | ---------------------- | ----------- | -------------- | --------------- | ------ | -------- | -------- | ------------- | ------ |
| 01.   | Joey Kelly             | Irland      | 2006           | 2015            | 6      | 1        | 2        | 2             | 11     |
| 02.   | Christian Clerici      | Österreich  | 2006           | 2015            | 5      | 4        | 1        | 1             | 11     |
| 03.   | Axel Stein             | Deutschland | 2006           | 2015            | 5      | 3        | 1        | 1             | 10     |
| 04.   | Stefan Raab            | Deutschland | 2005           | 2015            | 4      | 2        | 4        | 3             | 13     |
| 05.   | Timo Scheider          | Deutschland | 2008           | 2015            | 2      | 2        | 1        | 3             | 8      |
| 06.   | Jürgen Milski          | Deutschland | 2007           | 2014            | 2      | 2        | 1        | 0             | 5      |
| 07.   | Steffen Henssler       | Deutschland | 2010           | 2015            | 2      | 1        | 2        | 0             | 5      |
| 08.   | Manfred Ludolf         | Deutschland | 2009           | 2015            | 2      | 0        | 2        | 1             | 5      |
| 09.   | Adrian Sutil           | Deutschland | 2009           | 2012            | 2      | 0        | 0        | 1             | 3      |
| 10.   | Charlotte Roche        | England     | 2012           | 2015            | 1      | 2        | 1        | 2             | 6      |
| 11.   | Matthias Opdenhövel    | Deutschland | 2005           | 2008            | 1      | 2        | 0        | 0             | 3      |
| 12.   | Harro Füllgrabe        | Deutschland | 2013           | 2015            | 1      | 1        | 1        | 0             | 3      |
| 13.   | Rötger Feldmann        | Deutschland | 2007           | 2010            | 1      | 1        | 0        | 0             | 2      |
| 14.   | Lucy Diakovska         | Bulgarien   | 2010           | 2015            | 1      | 0        | 2        | 0             | 3      |
| 15.   | Ben                    | Deutschland | 2005           | 2008            | 1      | 0        | 1        | 0             | 2      |
| 15.   | Jimi Blue Ochsenknecht | Deutschland | 2012           | 2013            | 1      | 0        | 1        | 0             | 2      |
| 17.   | Jan Stecker            | Deutschland | 2005           | 2005            | 1      | 0        | 0        | 0             | 1      |
| 18.   | Uwe Scherr             | Deutschland | 2005           | 2006            | 0      | 2        | 0        | 0             | 2      |
| 18.   | Max Mutzke             | Deutschland | 2008           | 2011            | 0      | 2        | 0        | 0             | 2      |
| 18.   | Uwe Ludolf             | Deutschland | 2009           | 2012            | 0      | 2        | 0        | 0             | 2      |
| 21.   | Giovanni Zarrella      | Italien     | 2011           | 2014            | 0      | 1        | 2        | 0             | 3      |
| 22.   | Kai Böcking            | Deutschland | 2006           | 2007            | 0      | 1        | 1        | 1             | 3      |
| 22.   | Peter Lohmeyer         | Deutschland | 2011           | 2012            | 0      | 1        | 1        | 1             | 3      |
| 24.   | Simon Gosejohann       | Deutschland | 2008           | 2010            | 0      | 1        | 0        | 1             | 2      |
| 24.   | Timo Glock             | Deutschland | 2013           | 2013            | 0      | 1        | 0        | 1             | 2      |
| 26.   | Ralf Möller            | Deutschland | 2005           | 2005            | 0      | 1        | 0        | 0             | 1      |
| 26.   | Norbert Dobeleit       | Deutschland | 2006           | 2006            | 0      | 1        | 0        | 0             | 1      |
| 26.   | Christina Surer        | Schweiz     | 2006           | 2006            | 0      | 1        | 0        | 0             | 1      |
| 26.   | Andreas Müller         | Deutschland | 2007           | 2007            | 0      | 1        | 0        | 0             | 1      |
| 26.   | Oliver Petszokat       | Deutschland | 2009           | 2009            | 0      | 1        | 0        | 0             | 1      |
| 26.   | Alexander Klaws        | Deutschland | 2011           | 2011            | 0      | 1        | 0        | 0             | 1      |
| 26.   | Christian Abt          | Deutschland | 2011           | 2011            | 0      | 1        | 0        | 0             | 1      |
| 33.   | Daniel Aminati         | Deutschland | 2005           | 2008            | 0      | 0        | 3        | 0             | 3      |
| 34.   | Oliver Pocher          | Deutschland | 2005           | 2005            | 0      | 0        | 1        | 1             | 2      |
| 34.   | Alexander Hold         | Deutschland | 2007           | 2007            | 0      | 0        | 1        | 1             | 2      |
| 34.   | Pierre Geisensetter    | Deutschland | 2008           | 2009            | 0      | 0        | 1        | 1             | 2      |
| 34.   | Thore Schölermann      | Deutschland | 2012           | 2014            | 0      | 0        | 1        | 1             | 2      |
| 38.   | Norbert Dickel         | Deutschland | 2005           | 2005            | 0      | 0        | 1        | 0             | 1      |
| 38.   | Tobias Regner          | Deutschland | 2006           | 2006            | 0      | 0        | 1        | 0             | 1      |
| 38.   | Smudo                  | Deutschland | 2006           | 2006            | 0      | 0        | 1        | 0             | 1      |
| 38.   | Elton                  | Deutschland | 2009           | 2009            | 0      | 0        | 1        | 0             | 1      |
| 38.   | Jean Pierre Kraemer    | Deutschland | 2014           | 2014            | 0      | 0        | 1        | 0             | 1      |
| 43.   | Mathias Lauda          | Österreich  | 2005           | 2005            | 0      | 0        | 0        | 1             | 1      |
| 43.   | Martin Schmitt         | Deutschland | 2005           | 2005            | 0      | 0        | 0        | 1             | 1      |
| 43.   | René Hiepen            | Deutschland | 2006           | 2006            | 0      | 0        | 0        | 1             | 1      |
| 43.   | Alexander Mazza        | Deutschland | 2007           | 2007            | 0      | 0        | 0        | 1             | 1      |
| 43.   | Martin Tomczyk         | Deutschland | 2008           | 2008            | 0      | 0        | 0        | 1             | 1      |
| 43.   | Björn Dunkerbeck       | Dänemark    | 2009           | 2009            | 0      | 0        | 0        | 1             | 1      |
| 43.   | Klaas Heufer-Umlauf    | Deutschland | 2009           | 2009            | 0      | 0        | 0        | 1             | 1      |
| 43.   | Tim Mälzer             | Deutschland | 2009           | 2009            | 0      | 0        | 0        | 1             | 1      |
| 43.   | Lina van de Mars       | Deutschland | 2012           | 2012            | 0      | 0        | 0        | 1             | 1      |
| 43.   | Funda Vanroy           | Deutschland | 2014           | 2014            | 0      | 0        | 0        | 1             | 1      |
| 43.   | Dner                   | Deutschland | 2014           | 2014            | 0      | 0        | 0        | 1             | 1      |
| 43.   | Jeannine Michaelsen    | Deutschland | 2015           | 2015            | 0      | 0        | 0        | 1             | 1      |
| 43.   | Paul Janke             | Deutschland | 2015           | 2015            | 0      | 0        | 0        | 1             | 1      |

## Einschaltquoten
Die zweite Ausgabe war die Ausgabe, die von den meisten Zuschauern ab drei Jahren, nämlich 2,87 Mio. Zuschauern und den meisten Zuschauern zwischen 14 und 49 Jahren (2,19 Mio.) verfolgt wurde.
Den größten Gesamtmarktanteil hatte die Show in der 1. Ausgabe, dort wurden 13,4 Prozent erreicht. In derselben Folge konnte mit 24,6 Prozent in der relevanten Zielgruppe ebenfalls der bisher höchste Marktanteil erzielt werden. In der 11. Ausgabe wurde in allen vier Kategorien der deutlich schlechteste Wert erreicht.
| Ausgabe        | Datum             | Zuschauer | Zuschauer       | Marktanteil | Marktanteil     |
| Ausgabe        | Datum             | Gesamt    | 14 bis 49 Jahre | Gesamt      | 14 bis 49 Jahre |
| -------------- | ----------------- | --------- | --------------- | ----------- | --------------- |
| [01]Ausgabe 1  | 25. Juni 2005     | 2,82 Mio. | 2,19 Mio.       | 13,4 %      | 24,6 %          |
| [02]Ausgabe 2  | 7. Oktober 2006   | 2,87 Mio. | 2,19 Mio.       | 11,6 %      | 21,1 %          |
| [03]Ausgabe 3  | 20. Oktober 2007  | 2,14 Mio. | 1,67 Mio.       | 9,2 %       | 17,6 %          |
| [04]Ausgabe 4  | 29. November 2008 | 2,04 Mio. | 1,53 Mio.       | 9,2 %       | 15,3 %          |
| [05]Ausgabe 5  | 10. Oktober 2009  | 2,59 Mio. | 2,01 Mio.       | 11,0 %      | 20,2 %          |
| [06]Ausgabe 6  | 9. Oktober 2010   | 2,14 Mio. | 1,63 Mio.       | 9,2 %       | 17,0 %          |
| [07]Ausgabe 7  | 8. Oktober 2011   | 2,08 Mio. | 1,59 Mio.       | 8,5 %       | 15,3 %          |
| [08]Ausgabe 8  | 13. Oktober 2012  | 2,15 Mio. | 1,63 Mio.       | 9,5 %       | 17,8 %          |
| [09]Ausgabe 9  | 12. Oktober 2013  | 1,66 Mio. | 1,12 Mio.       | 7,3 %       | 12,9 %          |
| [10]Ausgabe 10 | 8. November 2014  | 1,68 Mio. | 1,21 Mio.       | 7,5 %       | 13,7 %          |
| [11]Ausgabe 11 | 10. Oktober 2015  | 1,51 Mio. | 1,03 Mio.       | 6,7 %       | 12,3 %          |